# جک اشتینبرگر
جک اشتینبرگر (به آلمانی: Hans Jakob Steinberger) (زاده ۲۵ مه ۱۹۲۱ – درگذشته ۱۲ دسامبر ۲۰۲۰) فیزیک‌دان آلمانی-آمریکایی بود. او در سال ۱۹۸۸ به خاطر آزمایشهایش با باریکه نوترینو و کشف نوترینوی موئون به همراه لیان لدرمن و ملوین شوارتز موفق به دریافت جایزه نوبل فیزیک شد.

## زندگی
اشتینبرگر در شهر باد کیسینگن، باواریا، آلمان در سال ۱۹۲۱ زاده شد. با ظهور نازیسم و یهودی‌ستیزی در سن ۱۳ سالگی به همراه پدر و مادرش به ایالات متحده آمریکا مهاجرت کرد. در سال ۱۹۴۲ از دانشگاه شیکاگو مدرک کارشناسی شیمی خود را دریافت کرد.